# Ruda (Schweden)
Ruda ist ein Ort (tätort) in der schwedischen Provinz Kalmar län und der historischen Provinz Småland. Der Ort befindet sich in der Gemeinde Högsby und hat über 600 Einwohner (2015). Viele schwedische Großstadtbewohner besitzen Ferienhäuser im Ort.
Industrielle Betriebe gibt es nur in Form eines großen Sägewerkes, einer Glasbläserei und eines metallverarbeitenden Betriebes, der sich auf die Verarbeitung von Edelstahl spezialisiert hat.
Freizeitmöglichkeiten sind in der Umgebung reichlich vorhanden, wie zum Beispiel Aboda Klint, das im Winter als Skigebiet und im Sommer als Badesee genutzt werden kann.
In der Nähe von Ruda befindet sich bei 57° 7' 13,2" nördlicher Breite und 16° 9' 10,8" östliche Länge der Langwellensender SHR der schwedischen Marine, der auf 38 kHz Meldungen an getauchte U-Boote sendet. Er besitzt einen 212 Meter hohen Sendemast.